# Nombres 5 000 à 5 999
Cet article recense quelques entiers naturels ayant des propriétés remarquables et inclus dans l'intervalle allant de 5 000 et 5 999, tous deux inclus.
Attention : tous les nombres premiers de cet intervalle ne sont pas encore mentionnés.

## 5 001-5 249
- 5000 -
- 5003 - nombre premier de Sophie Germain
- 5009 - nombre premier
- 5020 - nombre amical ou aimable avec 5564
- 5021 - nombre premier
- 5023 - nombre premier
- 5039 - nombre premier factoriel, nombre premier de Sophie Germain
- 5040 - 7!, nombre hautement composé supérieur, un nombre colossalement abondant, le nombre de permutations de 4 articles dans un choix de 10 (10 x 9 x 8 x 7 = 5040). Le nombre choisi par Platon pour diviser le territoire de la cité des Lois, en raison du grand nombre de ses diviseurs (Lois, V, 737e-738b). Il est en effet divisible, dit Platon, par 59 nombres, dont tous les nombres de 1 à 10 et 12 (et son voisin proche 5038 est divisé par 11). Cela donne la plus grande souplesse à toutes les réorganisations et redistributions du territoire.
- 5041 - 71², nombre octogonal centré
- 5050 - nombre triangulaire, nombre de Kaprekar, somme des entiers de 1 à 100
- 5051 - nombre premier de Sophie Germain
- 5076 - nombre décagonal
- 5077 - nombre premier
- 5081 - nombre premier de Sophie Germain
- 5087 - nombre premier sûr
- 5099 - nombre premier sûr
- 5101 - nombre premier
- 5104 - le plus petit nombre somme de deux cubes d'entiers strictement positifs de trois façons.
- 5151 - nombre triangulaire
- 5153 - nombre premier
- 5167 - nombre premier cubain de la forme x = y + 1
- 5171 - nombre premier de Sophie Germain
- 5179 - nombre premier
- 5184 - 72²
- 5186 - φ(5186) = 2592
- 5187 - φ(5187) = 2592
- 5188 - φ(5189) = 2592, nombre heptagonal centré
- 5226 - nombre ennéagonal
- 5227 - nombre premier
- 5231 - nombre premier de Sophie Germain
- 5233 - nombre premier
- 5244 - 22² + 23² + … + 29² = 20² + 21² + … + 28²
- 5249 - nombre hautement cototient

## 5 250-5 449
- 5253 - nombre triangulaire
- 5279 - nombre premier de Sophie Germain
- 5292 - nombre de Kaprekar
- 5303 - nombre premier de Sophie Germain
- 5329 - 732, nombre octogonal centré
- 5333 - nombre premier de Sophie Germain
- 5335 - constante magique du carré magique n×n et du problème des n reines pour n = 22
- 5340 - nombre octaédrique
- 5351 - nombre premier
- 5356 - 103e nombre triangulaire (donc 52e nombre hexagonal et 35e nombre ennéagonal centré)
- 5365 - nombre décagonal
- 5387 - nombre premier sûr
- 5399 - nombre premier de Sophie Germain, nombre premier sûr
- 5405 - membre d'une paire de Ruth-Aaron avec 5406
- 5406 - membre d'une paire de Ruth-Aaron avec 5405
- 5417 - nombre premier
- 5419 - nombre premier cubain de la forme x = y + 1
- 5431 - nombre premier
- 5441 - nombre premier de Sophie Germain

## 5 500-5 749
- 5456 - nombre tétraédrique
- 5459 - nombre hautement cototient
- 5460 - nombre triangulaire
- 5461 - supernombre de Poulet, nombre heptagonal centré
- 5476 - 74²
- 5477 - nombre premier
- 5483 - nombre premier sûr
- 5500 - nombre ennéagonal
- 5501 - nombre premier de Sophie Germain
- 5507 - nombre premier sûr
- 5525 - nombre pyramidal carré, plus petit nombre égal à la somme de deux carrés d'entiers positifs ou nuls de six façons différentes : 72 + 742 = 142 + 732 = 222 + 712 = 252 + 702 = 412 + 622 = 502 + 552.
- 5536 - nombre de la suite de Fibonacci
- 5557 - nombre premier
- 5563 - nombre premier équilibré
- 5564 - nombre amical avec 5020
- 5565 - nombre triangulaire
- 5566 - nombre pyramidal pentagonal
- 5569 - nombre premier
- 5573 - nombre premier
- 5625 - 75², nombre octogonal centré. Il est aussi la somme de tous les impairs consécutifs de 201 à 249.
- 5639 - nombre premier de Sophie Germain, nombre premier sûr
- 5651 - nombre premier
- 5662 - nombre décagonal
- 5671 - nombre triangulaire
- 5711 - nombre premier de Sophie Germain
- 5719 - nombre de Zeisel
- 5741 - nombre premier de Sophie Germain, nombre premier heptagonal centré, nombre de Pell

## 5 750-5 999
- 5768 - nombre de la suite de Fibonacci
- 5776 - 762
- 5777 - plus petit contre-exemple infirmant la conjecture[réf. nécessaire] selon laquelle tous les nombres impairs seraient de la forme p + 2a2
- 5778 - nombre triangulaire
- 5781 - nombre ennéagonal
- 5798 - nombre de Motzkin
- 5801 - nombre premier
- 5807 - nombre premier sûr
- 5849 - nombre premier de Sophie Germain
- 5879 - nombre premier sûr, nombre hautement cototient
- 5886 - nombre triangulaire
- 5903 - nombre premier de Sophie Germain
- 5927 - nombre premier sûr
- 5929 - 772, nombre octogonal centré
- 5939 - nombre premier sûr
- 5967 - nombre décagonal
- 5984 - nombre tétraédrique
- 5985 - nombre abondant impair primitif, 45e nombre octogonal, 35e nombre dodécagonal, 18e nombre pyramidal octogonal
- 5995 - 109e nombre triangulaire (donc 55e nombre hexagonal et 37e nombre ennéagonal centré)